# Kaffee Reinsburg
Der Stammtisch Kaffee Reinsburg oder Café Reinsburg war ein lockerer Zusammenschluss von Männern mit literarischen Interessen, die sich zwischen 1863 und 1870 im Café Reinsburg in Stuttgart trafen. Zu dem Kreis gehörten Männer der literarischen Szene und andere Honoratioren der Gesellschaft.

## Verein

Café Reinsburg (1905)

Das Café Reinsburg in der Paulinenstraße 38 in Stuttgart an der Ecke zur Marienstraße war der Treffpunkt eines Stammtischs von literarisch interessierten Männern aus Stuttgart und von auswärtigen Gästen. Einige Teilnehmer waren auch Mitglieder der Künstlergesellschaft „Das strahlende Bergwerk“ und/oder des „Sonntagskränzchens“.
Das Gebäude Paulinenstraße 38 war seit 1770 Sitz der Blüherschen Glockengießerei, in der Friedrich Schiller die Anregung für sein 1799 entstandenes Gedicht „Das Lied von der Glocke“ empfing. 1863 eröffnete Ernst Mayer in dem Haus das „Café zur Reinsburg“, das zum Treffpunkt des Stammtischs wurde. Nach dem Zweiten Weltkrieg existierte das Café Reinsburg noch einige Jahrzehnte, bevor es in eine Spielhalle umgewandelt wurde.

## Mitglieder
Zu den bekannteren Teilnehmern des Kreises zählen:
- die Schriftsteller Albert Dulk, Johann Georg Fischer, Otfried Mylius, Otto Müller, Wilhelm Raabe und Theobald Kerner

- die Verleger Emil Ebner und Adolf Kröner

- und die Künstler Paul Konewka, Karl Offterdinger und Peter Bruckmann.